# 柳田知常
柳田 知常（やなぎだ ともつね、1908年5月26日 - 1995年1月25日)は、日本の国文学者、俳人。

## 略歴
岐阜県大垣市出身。別名読み・ちじょう。1930年東京帝国大学文学部国文学科卒。各地の中学教諭を経て、1947年金城女子専門学校教授、72年から金城学院大学学長、79年定年退任、名誉教授となる。1925年キリスト教入信。倉田百三主宰の「生活者」に参加。また俳誌「橋」を主宰する。

## 著書
- 『日本語の現在と將來』美濃文化報國會（大垣）〈美濃文化叢書〉、1943年7月。NCID BA6117665X
- 『コスモスと鰯雲 俳句評論随筆集』早蕨発行所 1958年10月 全国書誌番号:59005794、NCID BA36466476。
- 『岩野泡鳴論考』明治書院 1969年9月 全国書誌番号:75017634、NCID BN0773747X。
- 『作家と宗教意識』緑地社 1971年12月 全国書誌番号:75020918、NCID BN12166538。
- 『めだか随筆』早蕨発行所 1974年 全国書誌番号:75018836
- 『遠景と近景 昭和初年の文学と思想の状況』作家社 1977年10月 NCID BN13921837
- 『志賀直哉の作品』檸檬社 1981年6月 全国書誌番号:82009053、NCID BN04047136。
- 『梅雨の坂 柳田知常句集』橋俳句会作家シリーズ 橋俳句会 1991年9月 全国書誌番号:92019406
- 『文学が好きだということ 柳田知常遺稿珠玉』柳田先生を偲ぶ会編 朝日書林 1997年1月 ISBN 4900616206

### 共著編
- 『新注近代俳句』今井文男共編、白楊社、1955年4月。NCID BA60883629
- 『生命の火花 秀歌秀句鑑賞』（グリーン・ブックス）国谷純一郎共著 日本基督教団出版部 1963 全国書誌番号:63010965、NCID BN10560244。
- 『キリスト教と文学』椎名麟三ほか著、教文館、1974年7月。全国書誌番号:75006757、NCID BN02317998。
- ギュンター・クリンゲ『闇夜の鹿 第2句集』（編）H.ツァヘルト訳、角川書店、1975年11月。全国書誌番号:75029799、NCID BA48685411。

## 論文
- <柳田知常